# Manuel Herrero Maestre
Manuel Herrero Maestre (Villena, Alicante, España, 10 de octubre de 1967) es un exfutbolista y entrenador español. Actualmente posee una escuela en su localidad natal. Como futbolista se desempeñaba principalmente de centrocampista, aunque también llegó a jugar como lateral derecho.

## Trayectoria
MaGrupo 6). La apuesta por el fútbol base será uno de los puntos característicos de su gestión.

## Clubes

### Como jugador
| Club                       | País   | Año       |
| -------------------------- | ------ | --------- |
| Real Murcia Club de Fútbol | España | 1986-1989 |
| Sevilla Club de Fútbol     | España | 1989-1991 |
| Club Deportivo Castellón   | España | 1991-1994 |
| Levante Unión Deportiva    | España | 1994-1996 |
| Club de Fútbol Gandia      | España | 1996-1997 |
| Club Deportivo Eldense     | España | 1997-1998 |
| Ontinyent Club de Fútbol   | España | 1998-2000 |

### Como entrenador
| Club                             | País   | Año       |
| -------------------------------- | ------ | --------- |
| Palamós CF                       | España | 2002-2004 |
| Elche CF B                       | España | 2004-2005 |
| Villajoyosa CF                   | España | 2005-2006 |
| C. D. Alcoyano                   | España | 2006-2007 |
| CD Eldense                       | España | 2008-2009 |
| Villajoyosa CF                   | España | 2009-2010 |
| Unión Deportiva Alzira           | España | 2010-2011 |
| Alicante CF (director deportivo) | España | 2011-2012 |

- Datos: Q3822190